# Пливање на Летњим олимпијским играма 2012 — 400 метара мешовито за мушкарце
Пливачка трка на 400 метара мешовито за мушкарце на Летњим олимпијским играма 2012. у Лондону одржана је 28. јула на базену центра за водене спортове. Квалификације су пливане у јутарњем термину а финале у вечерњем делу програма истог дана. Учествовало је укупно 37 такмичара из 29 земаља.
Златни из Пекинга Мајкл Фелпс није успео да одбрани титулу. Златну медаљу освојио је Американац Рајан Локти. У трци су оборена три национална рекорда, односно два континентална рекорда.

## Освајачи медаља
|             | Резултат |                | Резултат   |               | Резултат   |
|             |          |                |            |               |            |
| Рајан Локти | 4:05,18  | Тијаго Переира | 4:08,86 НР | Косуке Хагино | 4:08,94 НР |

## Рекорди
Пре почетка олимпијских игара у овој дисциплини важили су следећи рекорди:
| Светски рекорд    | Мајкл Фелпс | 4:03,84 | Пекинг, Кина | 10. август 2008. | [ 1 ] |
| Олимпијски рекорд | Мајкл Фелпс | 4:03,84 | Пекинг, Кина | 10. август 2008. | --    |

## Учесници
Укупно 39 пливача из 31 земље стекло је право учешћа у овој пливачкој дисиплини. Од тог броја њих 22 је изборило директан пласман испливавши квалификациону норму од 4:16,46 секунди. Такмичари који су имали време боље од 4:25,44 (њих 14) су накнадно добили позив за учешће на играма. Светска пливачка федерација је доделила три специјалне позивнице за ову дисциплину.
| Начин квалификације                     | Квота | Квалификанти |
| --------------------------------------- | ----- | --- |
| Олимпијска А норма 4:16,46              | 2     | Томас Фрејжер Холмс Данијел Трантер |
| Олимпијска А норма 4:16,46              | 2     | Ванг Ченгсјанг Јанг Џисјан |
| Олимпијска А норма 4:16,46              | 2     | Џозеф Робак Роберто Павони |
| Олимпијска А норма 4:16,46              | 2     | Ласло Чех Давид Верашто |
| Олимпијска А норма 4:16,46              | 2     | Лука Марин Федерико Турини |
| Олимпијска А норма 4:16,46              | 2     | Косуке Хагино Јуја Хорихата |
| Олимпијска А норма 4:16,46              | 2     | Чад ле Клос Ријан Шуман |
| Олимпијска А норма 4:16,46              | 2     | Рајан Локти Мајкл Фелпс |
| Олимпијска А норма 4:16,46              | 1     | Тијаго Переира |
| Олимпијска А норма 4:16,46              | 1     | Јаник Лебхерц |
| Олимпијска А норма 4:16,46              | 1     | Јоанис Дримонакос |
| Олимпијска А норма 4:16,46              | 1     | Александар Тихонов |
| Олимпијска А норма 4:16,46              | 1     | Гал Нево |
| Олимпијска А норма 4:16,46              | 1     | Максим Шемберев |
| Олимпијско квалификационо време 4:25,44 | 14    | Динко Јукић Лукаш Војт Алек Пејџ Таки Мрабет Вард Бовенс Диого Карваљо Џунг Вон-Јонг Рафаел Стакјоти Јури Суворов Ке Џенгвен Естебан Ендерика Салгадо Педро Пинотес Антон Свејн Маки Бредли Али |
| Специјалне позивнице                    | 3     | Рафаел Алфаро Феракути Марко Блажевски Ахмед Атари |
| Укупно                                  | 39    | |

## Квалификације
У квалификацијама је учествовало 37 пливача распоређених у 5 квалификационих група. Пласман у финале обезбедило је 8 такмичара са најбољим временима. Косуке Хагино је остварио најбоље време са 4:10,01 и поставио нови рекорд Азије. Оборен је и један национални рекорд. Такмичар из Туниса је дисквалификован због погрешног окрета.
| Пла. | Трка | Стаза | Пливач                   | НОК                       | Резултат | Нап.   |
| ---- | ---- | ----- | ------------------------ | ------------------------- | -------- | ------ |
| 1.   | 3    | 4     | Косуке Хагино            | Јапан                     | 4:10,01  | КВ, АР |
| 2.   | 5    | 2     | Чад ле Клос              | Јужноафричка Република    | 4:12,24  | КВ     |
| 3.   | 5    | 4     | Рајан Локти              | Сједињене Америчке Државе | 4:12,35  | КВ     |
| 4.   | 3    | 6     | Тијаго Переира           | Бразил                    | 4:12,39  | КВ     |
| 5.   | 5    | 3     | Томас Фрејжер Холмс      | Аустралија                | 4:12,66  | КВ     |
| 6.   | 5    | 6     | Лука Марин               | Италија                   | 4:13,02  | КВ     |
| 7.   | 5    | 5     | Јуја Хорихата            | Јапан                     | 4:13,09  | КВ     |
| 8.   | 4    | 4     | Мајкл Фелпс              | Сједињене Америчке Државе | 4:13,33  | КВ     |
| 9.   | 4    | 5     | Ласло Чех                | Мађарска                  | 4:13,40  |        |
| 10.  | 3    | 1     | Гал Нево                 | Израел                    | 4:14,77  |        |
| 11.  | 4    | 2     | Јаник Лебхерц            | Немачка                   | 4:15,41  |        |
| 12.  | 3    | 3     | Јанг Џисјан              | Кина                      | 4:15,45  |        |
| 13.  | 4    | 6     | Роберто Павони           | Уједињено Краљевство      | 4:15,56  |        |
| 14.  | 4    | 3     | Ванг Ченгсјанг           | Кина                      | 4:15,57  |        |
| 15.  | 4    | 1     | Максим Шемберев          | Украјина                  | 4:16,63  |        |
| 16.  | 2    | 4     | Вард Бовенс              | Белгија                   | 4:16,71  |        |
| 17.  | 4    | 7     | Јоанис Дримонакос        | Грчка                     | 4:17,04  |        |
| 18.  | 2    | 6     | Рафаел Стакјоти          | Луксембург                | 4:17,20  |        |
| 19.  | 5    | 1     | Ријан Шуман              | Јужноафричка Република    | 4:17,22  |        |
| 19.  | 5    | 7     | Федерико Турини          | Италија                   | 4:17,22  |        |
| 21.  | 3    | 7     | Александар Тихонов       | Русија                    | 4:18,12  |        |
| 22.  | 3    | 5     | Давид Верашто            | Мађарска                  | 4:18,31  |        |
| 23.  | 4    | 8     | Алек Пејџ                | Канада                    | 4:19,17  |        |
| 24.  | 3    | 2     | Џозеф Робак              | Уједињено Краљевство      | 4:20,24  |        |
| 25.  | 1    | 5     | Бредли Али               | Барбадос                  | 4:21,32  |        |
| 26.  | 2    | 2     | Јури Суворов             | Белорусија                | 4:23,06  |        |
| 26.  | 2    | 5     | Диого Карваљо            | Португалија               | 4:23,06  |        |
| 28.  | 2    | 3     | Џунг Вон-Јонг            | Јужна Кореја              | 4:23,12  |        |
| 29.  | 2    | 1     | Естебан Ендерика Салгадо | Еквадор                   | 4:24,32  | НР     |
| 30.  | 2    | 8     | Педро Пинотес            | Ангола                    | 4:24,69  |        |
| 31.  | 1    | 4     | Антон Свејн Маки         | Исланд                    | 4:25,06  |        |
| 32.  | 5    | 8     | Данијел Трантер          | Аустралија                | 4:25,76  |        |
| 33.  | 2    | 7     | Ке Џенгвен               | Сингапур                  | 4:26,81  |        |
| 34.  | 1    | 6     | Марко Блажевски          | Република Македонија      | 4:32,38  |        |
| 35.  | 1    | 3     | Рафаел Алфаро Феракути   | Салвадор                  | 4:35,80  |        |
| 36.  | 1    | 2     | Ахмед Атари              | Катар                     | 5:21,30  |        |
| ---  | 3    | 8     | Таки Мрабет              | Тунис                     | ---      | ДСК    |

## Финале
У финалној трци од самог старта издвојио се Рајан Лохти који је на крају са убедљивом предношћу у односу на конкуренцију освојио златну медаљу. Косуке Хагино је по други пут поправио рекорд Азије и остварио уједно и нови национални рекорд Јапана. Нови национални, односно континентални рекорд поставио је и Бразилац Тијаго Переира.
| Пла. | Стаза | Пливач              | НОК                       | Резултат | Нап.    |
| ---- | ----- | ------------------- | ------------------------- | -------- | ------- |
|      | 3     | Рајан Локти         | Сједињене Америчке Државе | 4:05,18  |         |
|      | 6     | Тијаго Переира      | Бразил                    | 4:08,86  | НР, РЈА |
|      | 4     | Косуке Хагино       | Јапан                     | 4:08,94  | НР, РА  |
| 4.   | 8     | Мајкл Фелпс         | Сједињене Америчке Државе | 4:09,28  |         |
| 5.   | 5     | Чад ле Клос         | Јужноафричка Република    | 4:12,42  |         |
| 6.   | 1     | Јуја Хорихата       | Јапан                     | 4:13,30  |         |
| 7.   | 2     | Томас Фрејжер Холмс | Аустралија                | 4:13,49  |         |
| 8.   | 7     | Лука Марин          | Италија                   | 4:14,89  |         |